# ریخنوف نا موراوی
ریخنوف نا موراوی (به چکی: Rychnov na Moravě) یک منطقهٔ مسکونی در جمهوری چک است که در ناحیه سویتاوی واقع شده‌است. ریخنوف نا موراوی ۲۳٫۵۸ کیلومتر مربع مساحت و ۵۹۸ نفر جمعیت دارد و ۳۵۵ متر بالاتر از سطح دریا واقع شده‌است.